# ご当地キティ

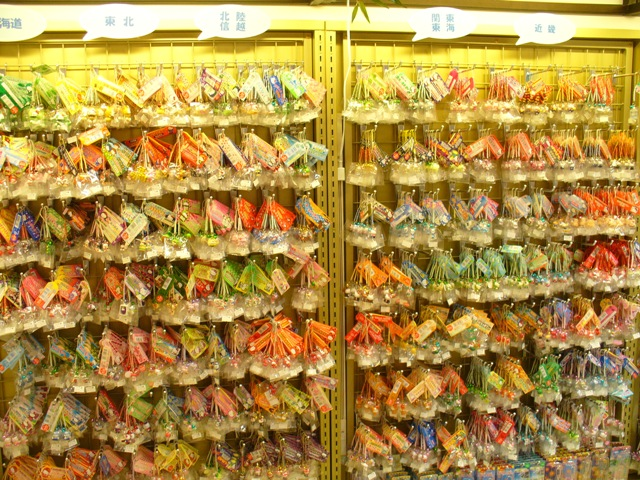
全国域販売コーナー

ご当地キティ（ごとうちキティ、御当地キティ、地域限定キティ）とは、株式会社サンリオのキャラクターブランド「ハローキティ（Hello Kitty）」を、全国各地用に開発した地域限定商品のことである。

## 概要
初出は、1998年に北海道限定で発売された「ラベンダーキティ」。2008年現在、47都道府県全てのバージョンが存在する。地域によっては、さらに広範囲（例：四国地域限定）のバージョンや、都市（例：横浜市限定）のバージョンも存在する。それとは対照的にある地域のある特定の施設（例：福岡競艇場限定）でしか入手できないバージョンもある。また「ズーミン＆チャーミンキティ」、「珍獣ハンター・イモトキティ」などテレビ番組や有名人、開国博Y150など大型イベントとのタイアップもののバージョンもある。
デザインはキティちゃんとその地域の特産品・名産品・名物・物語・歴史・人物などがコラボレーションした形になっている。携帯電話ストラップ、キーホルダー、ハンカチ、文具、陶器等の小物が中心。携帯電話が一般に普及した時期に携帯電話ストラップで発売されたことにより販売数を伸ばした。JR・私鉄の駅売店、道の駅・高速道路のサービスエリア・全国各地の観光名所などの土産物売場・観光物産品店を中心に販売され、ご当地キティと同タイプのキャラクター商品や土産物小物のみで商品棚の一角を占めている事も多い。基本的にその地域・県域のみに限定されての販売であるが、インターネット上の通販で購入できたり、小売店によっては全国の商品を揃えていることもある。また、カプセル自動販売機において販売されているケースもある。

## ご当地キティ一覧

### 北海道
| - 函館星イカ - 農産物09 - かに缶 - 函館シスター - ばんえい競馬 - ラベンダー09 - ラベンダー09グルーミー - ラベンダー09レトロ柄 - 海産物09 - 銀ギツネVol.3 - 和風まりも - まりも08 - アフロまりも - ANA - 日高 - スズラン - 定山渓 - 釧路湿原 - 摩周湖 - 洞爺湖花火 - 幸福行き - 襟裳岬アザラシ | - 函館イカラーメン - 北見ミント - 間宮林蔵 - すすきのVol.2 - ジンギスカン - ラベンダーキティ10周年記念 - 有珠山 - ピリカVol.2 - スープカレー - 雪うさぎVol.5 - 千歳ハスカップ - 自然動物シリーズエゾシカ - 自然動物シリーズアザラシ - 自然動物シリーズタヌキ - 函館土方歳三 - 自然動物シリーズシマリス - 自然動物シリーズエゾクロテン - 自然動物シリーズシマフクロウ - 自然動物シリーズキタキツネ - クラーク - ラベンダー（バッグ・ポーチ） - あざらし | - コインケースコインパース - かぼちゃスープ - オニオンスープ - コーンスープ - 知床すみれ - ラベンダーチャーミーVol.2お箸 - ラベンダーバスケット - じゃがいもスープ - 時計台 - ラベンダーチャーミー - ラベンダーチャーミーVol.2 - ラベンダーチャーミー冬 - 登別 - いくら丼 - NEWまりも - NEWスズランベア - すすきの - 沼田町夜高あんどん祭 - 釧路湿原丹頂鶴 - 銀ギツネ - 十勝あずき - スズランベアー（冬） | - ラベンダーキツネしっぽ（黄色） - ラベンダー2004 - 小樽 - ボンボンラベンダーくま - ラベンダーキツネしっぽ - 函館2003 - 雪うさぎ2003 - 雪うさぎ2002 - 北の動物 - まりも2003 - はまなす - ホタテ - カニ - イカ - ウニ - コーン - メロン - ジャガイモ - アスパラガス |

### 東北地方

#### 青森県
| - 弘前さくら - ねぶた2003 - 大間まぐろ - 喜多方ラーメン - 津軽三味線 | - 鯵ヶ沢わさお - 新幹線やまびこ - ねぶた祭 - りんごハウス - ほたて | - 恐山 - 十和田湖乙女の像 - りんごボールチェーン - 白神山地クマゲラ - 奥の細道 | - 奥の細道 平泉 - 奥の細道2004 - にんにく - NEWねぶた - りんご娘Vol.2 |

#### 岩手県
| - 前沢牛 - わんこそばVol.2 - うにの貝焼き .盛岡さんさ踊り ・銀河鉄道 | - 盛岡冷麺 - みちのく三陸海岸いちご煮 - チャグチャグ馬コ | - 南部煎餅 - 南部鉄瓶 - わんこそば ・かもめの玉子 ・中尊寺 小坊主 | - 鹿踊り - カキ |

#### 宮城県
| - 仙台レトロTシャツ - 前田慶次 - こけし - 仙台雀踊り - 仙台空港 伊達政宗 - 長なす | - 伊達政宗Vol.2 - 松島 - 笹かまぼこVol.2 - 金華山 - 松島五大堂 - 仙台七夕祭りVol.2 | - ひとめぼれ - 三陸かき - 仙台牛タン - 仙台もち - 松島ハゼ - 最上川 | - 小原庄助 - 笹かまぼこ - 仙台 七夕 - 伊達政宗 |

#### 秋田県
| - 大曲花火 - 犬っ子 Vol.2 - こめどころ - 小野小町 - 稲庭うどん | - 角館 - なまはげVol.2 - 秋田ハタハタ - 比内鶏 | - 田沢湖 たつ子姫 - きりたんぽ - かまくら犬っこ ・ババへらアイス | - 竿灯まつり - なまはげ - ババヘラ |

#### 山形県
| - だだちゃ豆 - 蔵王 | - 花笠Vol.2 - さくらんぼVol.2 | - 将棋駒 - さくらんぼ | - 鳥海山イヌワシ |

#### 福島県
| - 会津唐人凧 - 会津白虎隊刀 - 首ふり赤べこ - スパリゾートハワイアンズファイアー - 梨09ツイン - 大内宿 - 戦国智将 - 直江兼続 .猪苗代湖 | - 喜多方 蔵 - 野口英世ピンク - 三春駒 - J-VILLAGE - 梨 - ババベラアイス - 九尾の狐Vol.2 - 会津起き上がり小法師 | - 白虎隊Vol.2 - 会津鶴ヶ城 - 相馬野馬追 - めひかり - 会津磐梯山 - みしらず柿 - しゃくなげ - 赤べこ2004 | - 赤ベコ - 白虎隊 - 桃フェアリー - 野口英世 - 金べこ |

### 関東地方

#### 茨城県
| - 常磐自動車道 - 水戸納豆09ツイン - あんこう鍋 - 筑波山 かえる - ゴールデンゴールズ - 土浦全国花火競技大会 | - 土浦花火大会 - 土浦花火大会Vol.2 - 土浦花火大会Vol.5 - うっかり水戸黄門 - アンデスメロン - 水戸納豆 | - 水戸黄門道中記 - 水戸黄門Big印籠 - 水戸納豆わら - ひらめ - あんこうvol.2 - 潮来花嫁 | - アンコウ - 水戸黄門 - 1000回記念水戸黄門 - 石岡のおまつり - 鹿島サッカー |

#### 栃木県
| - 華厳の滝09 - 宇都宮黄ぶな（PK） - 那須ミルク - 鬼怒川船 - いろは坂 - 焼き餃子三連 - 日光2003 - 日光 三猿 - 日光 眠り猫2004 | - ギョウザ - かんぴょう - 足利学校 - 日光眠り猫08 - 日光三猿08 - 日光華厳の滝 - いちごスプーン - 那須 九尾の狐 - 那須07牛 | - 那須ハートランド - 那須 みつばち - 那須2004 - とちおとめ - 日光湯波 - 佐野一番ラーメン - 宇都宮黄ぶな - 栃木りんどう湖ファミリー牧場 - 鬼怒川 | - ツインリンク - 那須ハイランドパーク - 高原キャベツ - いちご - 佐野ラーメン - いちご狩り - 宇都宮水餃子 - 那須 - 那須ハイランドパーク |

#### 群馬県
| - 高崎だるま09ツイン - 上州桶 - おぎのや釜めし2 - 舌切り雀のお宿 - かえる - 上州芋 | - 伊香保 - おかいこ - 鬼押し出しVol.2 - 尾瀬 - 尾瀬 眠り - 尾瀬2003 | - 高崎 上州だるま - 上州温泉 - ぶんぶく茶釜 - ぶんぶく茶釜09 - 上州温泉2004 - 花豆 | - 草津温泉 - 谷川岳 - 国定忠治 - 旅がらす |

#### 埼玉県
| - 秩父羊09眠り - 日本人形09 - 秩父夜祭09 - 第二十五回南越谷阿波踊り - 草加せんべい09抱きつき - さつまいも09 | - 川越亀 - 鉄道博物館 - 南越谷阿波踊り - 高坂SA玉手箱 - 蓮田SA - 秩父羊山Vol.2 | - 長瀞カヤック - さつまいもVol.2 - 草加せんべい - 草加せんべいVol.2 - 秩父夜祭 - 秩父夜祭り | - 日本人形 - さつまいも - 秩父ひつじ |

#### 千葉県
| - チーバ君&千葉国体2010 - 菜の花ミツバチ - ゴルフ - 成田山お守り09 - 房総抱きつきびわ - 佐倉市民花火大会 - ポピー - 木更津あさり3連 | - 高原キャベツ09 - 里見八犬伝 - 落花生 - 勝浦朝市 - 九十九里浜 - 菜の花 - 千葉醤油 - 菜の花列車 | - 鴨川シーワールド - 湯巡り万華郷 - 潮干狩り - 成田山Vol.2 - 房総マリン - 木更津あさり - 犬吠埼 - 房総 | - 成田山お守り - 房総びわ - 成田山 - 御宿 - 房総限定 落花生 - 清水公園 |

#### 東京都
| - 高尾山09 - 上野パンダVol.3ピンク - 水辺ライン - 朝顔市 - 隅田川花火 - 東京駅一番街vol.2 - 日野土方歳三 - 千鳥ケ淵 - 招致オリンピック - 代官山TOM'S - 皇居二重橋 - 原宿キデイランド - 中野ブロードウェイ - 秋葉原メイド - 上野パンダVol.3 - 京王線 - 江戸城 - 湘南新宿ライン - 北千住おばけ煙突 - アンデスメロン - 中央線 - 山手線 - 高円寺阿波おどり08 - 稲城梨 - 東京タワー顔 - 浅草 風神雷神 - 東京駅一番街 - 浅草芸妓 - 西新井大師 - 奴凧 - 蜘蛛の糸 - 野菊の墓 - 高円寺阿波おどりVol.3 - 立川花火大会 | - 原宿竹下通り - 上野パンダVol.2 - 銀座カンカン娘 - 海ほたるVol.2 - 中央線特急あずさ - 半蔵門 - 八丈島きのこ - 府中くらやみ祭 - 小石川赤ひげ - 秋葉原めがねっ子 - 池袋乙女ロード - 浅草雷門 - 奥多摩日原鍾乳洞 - 上里SA - 与謝野晶子 - 犬はりこVol.2 - 新橋Vol.2 - 楠正成公 - 合羽橋 - 東京キッド - 江戸姫Vol.2 - バスガール - 浅草人力車 - 京浜東北線 - 石神井公園 - 高円寺阿波おどり - 新幹線東京 - 東京駅 - 月島もんじゃ焼 - 東京ミレナリオ - 東京タワーVol.2 - 町田リス - お台場 - さんりお屋お台場 | - 東京ミレナリオVol.3 - 青梅 - 目白 - 練馬大根 - 築地 - 神田川 - 御茶ノ水 - 荒川 - よさこい東京 - 萌え秋葉原 - 日本橋 - 浅草サンバ - 永田町ちょうちん - 高円寺阿波おどり - 原宿クレープ - 高尾山 - 池袋 鬼子母神 - 大東京花火大会 - 東京 め組 - 東京 め組Vol.2 - 東海道五十三次日本橋 - 都庁 - 深川あさり丼 - 泉岳寺（春）忠臣蔵 - 大崎サンリオ本社 - 鶯谷 - 柴又 帝釈天 - 浅草 時代姫 - 湯島天神 - 巣鴨 かも - 早稲田 - 泉岳寺 忠臣蔵 - 御徒町 - 東京ミレナリオ2004 | - 新橋 - スワン - 神楽坂 - 品川JK - 本郷 矢切の渡し - 神田 ブック - 恵比寿 - 深大寺 - 巣鴨おばあちゃん - 目黒さんま - 原宿表参道 - 六本木 - 東京タワー - 有楽町 - 渋谷 - 池袋 - 新宿 - 東京ほおずき - 東京 秋葉原 - 江戸前2004 - 上野 パンダ - 海ほたる - 伊豆大島 - 屋形船 - お江戸八百八町 - 日本武道館 - 大江戸温泉物語 - 東京犬張り子 - 鬼押出し - 原宿 - 江戸前 - お台場 - 国会議事堂 |

#### 神奈川県
| - 横浜中華街パンダ09 - 湘南ロングボード - 小田原かまぼこvol.2 - 箱根寄せ木秘密箱 - 大和阿波おどり - 横浜獅子舞 - 鎌倉あじさいちりめん - 横浜月餅 - 茅ヶ崎アロハ - かなりん - 横浜八景島 - 横浜ロイヤルウィングvol.2 - 横浜開港150thたねまる - 箱根関所 - 鎌倉あじさいVol.3 - 横須賀船 - 神奈川横浜ロイヤルウィング - 横浜赤い靴ツイン - 大涌谷黒タマゴ - 厚木鮎 - 鎌倉 あじさい - 横浜中華街 | - 横浜 赤い靴 - 横浜中華街ダック - 鎌倉大仏08 - 横浜Redshoes - 横浜中華街ラーメン - 箱根 龍神 - 海老名SA - 鎌倉 人力車 - 鎌倉 流鏑馬 - 蓮 - 三崎マグロ - 三浦大根 - 横浜アンカー - 中華街金豚 - 相模大凧まつり - 中華街 - あじさいVol.2鳩 - 静御前 - 江ノ島弁天 - 小田原おでん - 湯河原足湯 - 箱根足湯 | - 赤い靴07 - 箱根バラ - 箱根つつじ - 箱根あじさい - 宮ヶ瀬 - 横浜マリンVol.2 - 横浜中華街 京劇 - 烏龍茶 - 新横浜 - 仙石原 - 横浜 中華街パンダ - 江ノ電 - 鎌倉Vol.2 - 湘南サザエVol.2 - 鎌倉大仏ピンク - 箱根ベゴニア園駅伝 - 相模 梅 - 川崎 - みなとみらい - 横浜中華街 - 横浜花火大会 - 横浜元町 | - 小笠原 イルカ - 小笠原 海がめ - 平塚 七夕祭り - 箱根 海賊船 - 鎌倉大仏 - 東海道五十三次箱根 - 鎌倉NEWあじさい - 湘南サザエ - 中華街2004 - 箱根園 - 小田原 かまぼこ - 箱根寄木細工 - 箱根 大涌谷2003 - 金太郎2003 - 箱根芦ノ湖 - 川越キティ - 横浜赤レンガ - 横浜マリン - 箱根 大涌谷 - 金太郎 |

### 中部地方

#### 新潟県
| - ルレクチェ - 錦鯉 - フェニックス花火 - 佐渡トキ放鳥 - 長岡フェニックス花火vol.2 - 小千谷縮花火 - 湯沢かまくら08 - 新潟 おにぎり | - 上杉謙信09 - 酒樽 - 長岡フェニックス花火Vol.2 - 三面川さけ - 柿の種 - 柿の種チョコ - 佐渡 たらい舟 - 佐渡風水トキ | - 越後屋 - かかし - 佐渡おけさvol.2 - 越後 湯沢温泉 - 笹だんご - お米 - まいたけ - 新潟交通バス | - 佐渡トキ2003 - 佐渡おけさ柿 - 佐渡汽船 - トキ - 北陸学園 |

#### 富山県
| - 五箇山合掌 - 立山連邦王国 - チューリップ抱きつき - 氷見ブリ - おわら風の盆Vol.2 - 黒部すいか | - ますの寿し - 蛍イカコバルトブルー - 白えび - 富山チューリップVol.2 - こきりこ祭 - 薬売り | - ちんどん屋 - 立山黒部アルペンルート - 黒部 トロッコ - チューリップ - 北陸かに2003 - 越中おわら | - ホタルイカ - ほたるいか2004 - 越中むぎや祭 - 富山商業高校バージョン 愛と正義 |

#### 石川県
| - 友禅（春夏） - 友禅（秋冬） - 九谷焼梅柄 - 金沢友禅夏 - 金沢友禅冬 | - 金沢 加賀鳶 - 金沢兼六園 - 九谷焼・加賀獅子 - 加賀 九谷焼 - 加賀野菜 | - 金沢友禅お座り - 金沢チャーミー - 加賀人形 - 能登半島 - 御陣乗太鼓 | - 能登空港 - たまひめ - 加賀温泉郷 - 輪島朝市 |

#### 福井県
| - 越前そば - 若狭ふぐ - 竹人形鏡獅子 - とろろ昆布 - らっきょうVol.2 - 若狭のお箸 | - 気比の松原 - 永平寺 小坊主 - 小梅帽 - 鯖街道若狭 - 和紙人形 - 若狭カレイ | - 越前水仙 - 永平寺 - 飛行機福井きょうりゅう - 東尋坊 - 東尋坊甘エビ - 越前 竹人形 | - 勧進帳 - らっきょう - 福井小梅 - 忍者 |

#### 山梨県
| - 山梨白桃 - 富士山（赤富士） - 富士山2002 - 富士五湖 - 富士山五合目 - 山梨ぶどう - 忍野八海 - 富士山 - ほうとう - 富士川町 | - 山梨 武田信玄 - ワイン - 巨峰 - 身延山09久遠寺 - 富士山09ツイン - 富士五湖 Vol.2 - 富士山06 寒天糸寒天 - 巨峰09パック - 山梨学院大学 - 早川町 | - 白桃花 - ダイヤモンド富士 - 宝石リング - さくらんぼ08 - ほうとうVol.2 - 宝石 - 山本勘助 - 談合坂上り - 甲府商業高等学校同窓会総会記念 - 身延町（万灯行列） | - 身延山Vol.2 - 赤富士 - 武田信玄Vol.2 - 桔梗信玄餅08 - 山梨 信玄餅おこじょVol.3 - New富士山山梨 - さくらんぼベビー - 忍野八海 - 市川三郷町 - 南部町 |

#### 長野県
| - 南アルプス - 上高地2003 - 諏訪御柱祭り - オコジョしっぽ - 雷鳥しっぽ - 松本城 - 身延山 - 木曽路 - 上杉謙信 - 信州わさび - 信州 リンゴフェアリー - 軽井沢 レトロキティ - 長野 雷鳥キティ - オコジョキティ - 信州 白樺 - 信州 上高地かっぱ - 軽井沢 ウエディング | - 信州 白馬 - アルペン - 信州限定 ビーナスライン - 清里 - 諏訪御柱09 - 南アルプスブルーベリー09ツイン - 南アルプス水の妖精09抱きつき - 軽井沢 自転車09 - おこじょ親子 - 浅間山 - 諏訪かりん - 松本城手まり姫 - 安曇野わさびチューブ - 上高地かっぱ - 信州りんごフェアリー抱きつき - 八ヶ岳08 ブランコ - 信州 瓶詰あんず | - 善光寺 - 善光寺参り - 軽井沢 モカソフト - りんご100%ジュース - 白樺湖切株 - 信州 手打ちそば - 軽井沢ウェディングVol.2 - 菅平ラグビー - 伊那ローメン - 信州りんご白雪姫 - 白桃Vol.2 - 信州 おやき - 信州上田 真田幸村 - 信州 安曇野わさび - 信州 野沢菜 - 信州グリーンプラザ白馬 - 信州 アルピコ | - 雷鳥たまご - 信州 そば茶 - 諏訪湖 高島城由布姫 - 南アルプス 水の妖精 - 八ヶ岳天体観測 - ぶどうチャーミー - 信州チャーミー - 飛騨さるぼぼ風水 - うさぎりんご - 信州 中央アルプスホルン - 諏訪湖花火大会 - 軽井沢 自転車Vol.2 - 木曽 馬籠宿 - vol.2信州野沢温泉鳩車 - リンゴフェアリー2004 - 上高地 河童巻き |

#### 岐阜県
| - さるぼぼ絆創膏 - 飛騨さるぼぼ抱っこ - 飛騨路 さるぼぼ3連 - 鮎寿司 - 白川郷 - 鵜飼08 | - 白川茶 - 各務原キムチ - サルボボ 赤かぶ - 飛騨 - 高山ラーメン - 下呂温泉白鷺伝説 | - 鵜飼Vol.2 - えだまめ - 養老の滝 - 飛騨路限定 さるぼぼ - 花フェスタ - 飛騨 人力車 | - 下呂温泉 - 鵜匠 - 白川郷 常滑 - サルボボ風水 - 鵜飼い - 郡上八幡 |

#### 静岡県
| - NEW茶娘 - 干物 - 花博 - 駿河まぐろ - ニューサマーオレンジ - 弥次喜多五十三次 - 静岡いちご - 清水次郎長 - 三保の松原 - 浜名湖2003 - ウナギベビー - 伊豆稲取 - 金目鯛 - イセエビ - みかん | - 熱海花火大会 - 伊豆 わさび - 伊豆踊子 - 浜名湖 うなぎ - 茶娘 - 静岡由井 - マリン - 浜名湖うなぎ09水着 - やまもも09 - ビッグいちご - カットみかん - 藤枝サッカー - 茶娘湯呑 - 鯵の開き08 - 富士サファリパーク08 | - さくら海老08 - 島田帯祭り - 伊勢海老Vol.2 - 土肥金山 - 浜名湖うなぎVo.3うな重 - 安倍川もち - 温泉饅頭 - 熱海花火Vol.2 - 富士宮 焼そば - 熱海 足湯 - 藤枝市 藤娘 - つるし飾り - いちごずきん - ところてん - 下田 | - 駿河マグロVol.2 - 静岡みかんVol.2 - 熱海 貫一お宮 - 伊豆の踊子Vol.2 - 伊豆金山 - 静岡茶 - 浜名湖花火 - 安倍川花火 - 遠州袋井花火 - お茶チャーミー - 伊豆サボテン - みかんネット入り - やまもも - 梅 - 浜名湖うなぎVol.2 |

#### 愛知県
| - 伊良湖メロン - 蒲郡温泉郷 - コアラ - 名古屋嬢 - 河津桜 - 日間賀島 ふぐ たこ - 半田 ごんぎつね - 伊豆あじの開き飛騨朴葉 - しゃちほこ2003 - 南知多ビーチランド - 織田信長 - 豊臣秀吉 - 徳川家康 - サクラエビ - 尾張 秀吉 | - 尾張 信長 - 尾張 家康 - 名古屋KT物語 - 名古屋 エビフライ - 蒲郡オレンジ - 刈谷PAデラックストイレ - 常滑土管 - 伊良湖電照菊 - きつねの手袋 - ラグナシアガトー - ツインしゃちほこ09 - 名古屋 コアラ09 - 名古屋 エビフライソース09 - 豊橋ちくわ - 名古屋城 | - あさり姫 - 伊良湖ヤシノミ - 半田山車まつり - 豊橋手筒花火 - 蒲郡みかんVol.2 - ウマイもん味噌カツ - ウマイもん手羽先 - 名古屋うまいもん 天むす - 名古屋うまいもん エビフライ - 名古屋ウマイもんVol.2 エビフライ - 名古屋ウマイもんVol.2天むす - ラグナシア - 一宮一豊 - 岡崎八丁味噌 - 新幹線 名古屋 | - きしめん - えびせんべい - イタリア村Vol.2 - ういろう - ひつまぶし - 中部空港 - Vol.1豊川稲荷 - 中部空港 Vol.2 - 豊田おいでん祭 - 名古屋しゃちほこバスガイド - 常滑登窯 - イタリア村愛知 - 蒲郡 温室みかん - 東海道五十三次愛知岡崎 |

### 近畿地方

#### 三重県
| - 三重伊勢エビ - 巫女 - 伊勢夫婦岩 - あこや貝09 - 湯の山 - 鳥羽ジュゴン3 - 伊勢海老パール - 神宮式年遷宮 - ろうそく | - パールリング - 長島スパリゾート - あこや貝 - パール - 二見アザラシ - 伊賀上野Vol.2 - 桑名ハマグリ - 松阪牛06 - 伊勢エビVol.3 | - 伊勢うどん - 天の岩戸 - あこや貝文具セット - 伊勢志摩海女Vol.2 - 熊野古道 - 伊賀上野 - 三重庄野 - 伊勢海老2004 - お伊勢さん | - 伊勢春夏 - 伊賀上野2004 - 伊勢（秋冬） - 伊勢おかげ横丁 - 伊勢志摩真珠 - 松阪牛 - 鳥羽水族館ジュゴン - 伊勢志摩 |

#### 滋賀県
| - 近江しがらき - 甲賀忍者 - 彦根城 | - 琵琶湖鮎 - 琵琶湖鮎Vol.2 - 大津絵藤娘 | - 琵琶湖Vol.2 - 滋賀大津東海道五十三次 - 鳥人間 | - 琵琶湖ミシガン - 栗東 - 琵琶湖なまず |

#### 京都府
| - 乙姫 - 牛若丸 - 神戸パイレーツ - 天の橋立夕焼け - 京野菜 - 縁結び - 金閣寺Vol.2 - 二条城 - 宇治茶 - 修学旅行 - 金閣寺 | - 京都タワー - 舞妓 人力車 - 小倉百人一首 - 京都駅 - 映画村Vol.2 - 嵐山渡月橋 - 清水寺 - 八ッ橋 - 沖田総司 - 近藤勇 - 天の橋立 | - 御在所 - 御在所SAキティ&はまぐりマン - 祇園祭 - 保津川下り - 京都舞妓扇子 - 京都京師 - 源氏物語 - 天狗 - 大原女 - 嵯峨野トロッコ - 映画村 | - 新撰組2003 - 十二単 - 京都2003 - 京都限定新撰組 - 京都限定小坊主 - 京都限定金閣寺 - キティベアー物語（京都編） - 京都大文字 |

#### 大阪府
| - トラ大明神必勝祈願 - 吉本新喜劇 - えびす橋 - トラ大明神金運招福 - 難波たこ焼き天使 - お好み焼き - 船場こいさん - ふぐ - きつねうどん - 鶴橋キムチ - 伊丹空港Vol.2 - 関西空港Vol.2 - 通天閣蓄光 - たこ焼きトラ - おこし | - 夫婦善哉 - かに道楽Vol.2 - プチバナナ - たこ焼きボールチェーン - まむし丼 - 泉州水なす - 空中庭園展望台 - 日本橋 - 大阪城 - なにわ一寸法師 - 曾根崎お初天神 - 御堂筋 - 新世界串かつ - 鶴橋焼肉 - 関西伊丹空港 | - よみうりTV - 新幹線新大阪 - 道頓堀 - 通天閣 - 千房 - 法善寺横丁 - かに道楽 - 道頓堀・戎橋 - 北新地 - アメリカ村 - 新世界 - 梅田 - 船場 - 大阪港 - 河内音頭 | - だんじりVol.3 - ちんどん屋 - おかん - 大阪商人 - 551蓬莱 - たこ焼き2004 - 大阪漫才 - 大阪たこ焼き - 岸和田だんじり - 海遊館 - 大阪福娘 - キティベアー物語（大阪編） - 大阪キティ物語 - 大阪キティ恋物語 - 岸和田 |

#### 兵庫県
| - 淡路たまねぎちりめん - 但馬出石そば09 - 明石大橋 - AIRPORTパンダ - 淡路吊るしタマネギ - 丹波黒豆さや - 中華街ラーメンパンダ - 中華街パンダ豚まん - 明石親子タコ - 中華街小龍包 - 桃まん - 赤穂家紋 - ビーナスブリッジVol.2 - 六甲おろしトラ - 六甲おろし金 | - 丹波恐竜 - 城崎 細川たかし - 松葉蟹Vol.2 - 神戸 プリン - 丹波黒豆ボールチェーン - 明石焼きVol.2 - 姫路城 - シティループバス - 甲子園筋 - いかなご - 神戸中華街 - 有馬温泉 - 神戸ポートタワー - 烏龍茶 - たまねぎVol.2 | - 神戸牛Vol.2 - 但馬出石の皿そば - 明石たこVol.3 - チーズケーキ - 北野坂 - ハーバーランド - 芦屋 - ビーナスブリッジ - 岡本女子大生 - 元町中華バーガー - 猪神戸空港 - 但馬こうのとり - 神戸中華街Vol.2 - 松葉がに - 黒豆 | - 赤穂 - 杜氏 - 神戸みなと街 - 明石鯛 - 明石焼 - 神戸風見鶏 - 淡路島玉ねぎ - 明石2003 - 神戸中華街 - 神戸牛 - キティベアー物語（神戸編） - 明石たこ - 神戸キティ - 淡路島 |

#### 奈良県
| - 大仏の手 - 鹿せんべい - 聖徳太子 | - 飛鳥寺高松塚美人 - 桜 - 大仏 | - ミニバンビ - 奈良鹿2003 - 奈良鹿 | - 天理教はっぴ |

#### 和歌山県
| - パンダちりめん - 紀州犬 - 親子パンダ | - みかん - 梅パンダVol.2 - 白浜パンダ | - 紀州みかん - 紀州くじら - 梅種天神 | - くじらVol.2 - 和歌山梅 |

### 中国地方

#### 鳥取県
| - 二十世紀梨 - 因幡の白兎Vol.4 - 砂丘らっきょう | - 因幡の白兎 - 因幡の白兎Vol.3 - 因幡の白兎2 | - 二十世紀梨Vol.2 - 大山カラス天狗 - 流し雛 | - 陰鬼太郎 - 安来節山 - 砂丘らっきょうVol.2 |

#### 島根県
| - 宍道湖 - 宍道湖2004 - 石見銀山 | - 出雲大社 - 出雲大社打ち出の小槌 - 出雲大黒Vol.2 | - 銭太鼓 - 山陰勾玉 - 山陰大根島朝鮮人参 | - 山陰しじみ姫 - 山陰しじみ汁 - 鷺舞い |

#### 岡山県
| - 桃太郎 - 桃太郎2004 - マスカット - 備前焼 - うらじゃ祭り | - ジーンズ - 桃太郎08抱きつき - 風水桃太郎 - まつり寿司 - 倉敷Newマスカット | - 桃太郎06 - 桃太郎2002 - きびだんご - 桃 | - 蒜山牧場 - 蒜山大根 - 蒜山高原 - 蒜山高原Vol.2 |

#### 広島県
| - ハト - こいのぼり - 宮島大鳥居 - 宮島（秋冬） - 宮島 - 折鶴 - 着物紅葉 - 瀬戸の花嫁 Vol.3 | - あなご - 穴子丼 - もみじ - もみじ3連 - もみじ和み - もみじ饅頭 - もみじまんじゅうトリプル | - 呉水兵 - 尾道ラーメン - しゃもじ - 巫女しゃもじ - 広島しゃもじVol.2 - 宮島鹿しゃもじ - 広島風お好み焼き | - かきパック - NEWカキ - 尾道 - カキ - 広島菜 - 瀬戸の花嫁 - 瀬戸の花嫁Vol,2 |

#### 山口県
| - 楊貴妃 - 錦帯橋 - 金魚鉢ふぐ - 金魚提灯 | - 萩焼き - 琵琶法師 - 秋芳洞 - 親子ふく | - ふくVol.2 - ふぐ2004 - 夏みかん - くじら | - みかん - ふぐ - 宮本武蔵 |

### 四国地方

#### 徳島県
| - 金長タヌキ - 阿波踊り - 33連阿波踊り - 阿波尾鶏 | - 鯛めし - 鳴門金時 - 金時いも - 海亀 | - 鳴門わかめ - 渦潮 - 徳島ラーメン - 祖谷そば | - すだち |

#### 香川県
| - 讃岐うどん - うどん職人 - 瀬戸大橋20周年 - キウイフルーツ | - 二十四の瞳 - 石松 - しょうゆ豆 - お遍路 | - お遍路2002 - お遍路2004 - 空海 - 金比羅 | - オリーブ |

#### 愛媛県
| - いよかん - タルト - 坊ちゃん列車 - 坊ちゃん団子 | - 坊ちゃん&マドンナ - 坊ちゃん&マドンナ08 - じゃこ天 - 伯方の塩 | - しまなみレモン - 道後温泉巡り - ポンジュース - 宇和島パール2 | - 道後温泉 - 姫ダルマ |

#### 高知県
| - はりまや橋09 - ゆず風呂 - 鳴子09 - 竜馬くん - 幕末武士道龍馬 - 文旦 | - サンゴ - 四万十 - 土佐犬 - 竜馬&お龍 - 竜馬Vol.2 - 皿鉢盛り | - フルーツトマト - よさこいVol.2 - よさこい鳴子 - はりまや橋 - 山内一豊の妻 - 千代高知 | - よさこい - 尾長鶏 - 帯屋町筋 - ゆず - かつお - くじら |

### 九州・沖縄地方

#### 福岡県
| - 筑後川カッパ - あまおう09 - レトロ博多明太子 - 抱きつき明太子 - 宮若追い出し猫 - 博多人形扇子 - 競艇 - 門司港バナナVol.2 - 北九州 門司港バナナ - 門司港バナナ和み | - ツインズ明太子 - 箱入り明太子 - 山笠七流 - 鉄鍋餃子 - 中洲ハイヒール - 明太子トリプル - 黒田武士 - 明太子ボールチェーン - 九州自動車道トラック - あまおう | - 博多どんたくVol.2 - 中洲チャーミー - 新北九州空港 - 久留米 八女茶 - 博多 とんこつラーメン - 博多人形 - 明太子 - 博多からかもん - 九州温泉めぐり - バナナ | - 柳川どじょう - 中洲 - とよのかイチゴ - 太宰府／梅 - 太宰府限定菅原道真 - 明太子 - 小倉祇園太鼓 - 博多ラーメン - 博多 どんたく - 山笠 |

#### 佐賀県
| - はなわ - カブトガニ | - 呼子イカ - 有明ムツゴロウ | - ムツゴロウ Vol.2 - 邪馬台国卑弥呼 | - 海苔 - 有田焼 |

#### 長崎県
| - 玉之浦椿 - ミルクセーキ龍 - カステラ和み - 対馬 山猫 - 佐世保バーガー - 春節 Vol.2 - 中華街 | - びわVol.2 - ビードロを吹く女 - チューリップVol.2 - カステラ - 龍踊り - 壱岐対馬ウニ2004 - 対馬山猫 | - 鬼凧 - あじさい - チューリップ - びわ - おくんち - めがね橋 - 島原の子守唄 | - 角煮まん - ステンドグラス - 長崎空港 - ドラゴン提灯 - 対馬山猫Vol.2 - 海援隊 |

#### 熊本県
| - 子守唄 - おてもやん三味線 - 阿蘇山08 - 干したこ - 晩白柚 - 太平燕 - すいかVol.2 | - 熊本城 - 馬刺 - キジ車 - せんば山たぬき - やまなみハイウェイ - 熊本ラーメン - 熊本車えび | - おてもやん - おてもやん Vol.2 - からしれんこん - 阿蘇 赤牛 - 肥後手鞠 - でこぽん - 加藤清正 | - すいか - 竹崎カニ - 阿蘇山 - 天草四郎 |

#### 大分県
| - かぼすネット - 猿とかぼす - どんこVol.2 - 別府明礬温泉 - かぼす和み - かぼす帽 | - 湯布院 - 臼杵 - 竹田姫だるま - トリニータ - 竹細工 - かぼす風呂 | - 金燐湖マーメイド - 大分かぼす2004 - 高崎山 - 別府温泉地獄めぐり - どんこ - 関あじ | - 関さば - かぼす - かぼす2002 |

#### 宮崎県
| - マンゴー08 - 飛魚 - 日向かぼちゃ | - 宮崎地鶏 - 日向夏みかんVol.2 - 高千穂 | - マンゴー - はにわ - 日向夏みかん | - 日向夏サーフ - 東国原知事 日向夏みかん |

#### 鹿児島県
| - 薩摩おごじょ抱きつき - 黒豚親子 - 砂風呂Vol.2 スコップ - さつまあげ | - アマミノクロウサギ - 天璋院篤姫 - 芋焼酎 - 西郷どん | - 種子島 宇宙飛行士 - 桜島小みかん - 紫芋 - しろくま | - 屋久島 - 鹿児島黒豚 - 櫻島 - 櫻島大根 |

### 沖縄県
| - マンゴー - シーサー干支丑 - ちんすこう - サンゴ - ゴーヤーVol.3 - シーサー08 - アグー - 那覇空港 | - さんりお屋シーサー - 水牛 - 海ぶどう - 芋タルト - 沖縄チャーミー - さんりお屋 三線 - シーサーガラス根付け - 紅芋 | - クマノミ - ゴーヤー Vol.2 - さとうきび - 沖縄流装 棒術 - 沖縄流装 エイサー - 沖縄流装 三線 - シークヮサー - 缶コースター | - 国際通り花笠 - パイナップル - ヤンバルクイナ - 琉装 - シーサー - 沖縄アロハ - ゴーヤー - ハブ |

## 関連商品
ご当地キティのヒット後、既存の著名なキャラクターを、全国各地用に開発した地域限定商品が数多く生み出されるようになった。
- どこでもドラえもん（ご当地ドラえもん）
- ご当地加トちゃん
- ご当地バカ殿
- 地域限定コスチュームキューピー（ご当地キューピー）
- ご当地マイメロディ
- ご当地リカちゃん
- ご当地ラスカル
- ご当地どーもくん
- ご当地リラックマ・だららん夢紀行
- ご当地生茶パンダ
- ご当地ガチャピン・ムック
- ご当地モンチッチ
- ご当地おでんくん
- ご当地目玉おやじ
- ご当地まりもっこり
- ご当地キン肉マン
- ご当地ショボーン
- ご当地スティッチ
- ご当地なめこ
- ご当地ワンピース（ルフィ、ゾロ、ナミ、ウソップ、サンジ、チョッパーが存在）
- ご当地チョッパーマン（上記「ご当地ワンピース」のチョッパーとは別に展開）
- ご当地ポケモン
- ご当地ズーミン
- ご当地クレヨンしんちゃん
- ご当地NARUTO
- ご当地くまモン
- ご当地ふなっしー

## 関連書籍
- 『ハローキティBOX ご当地キティ完全カタログ』（限定キティ保護者会編、講談社、ISBN 4-06213240-0、2005年12月発行、2310円）
- 『ハローキティBOX ご当地キティ完全カタログ 通常版』（限定キティ保護者会編、講談社、ISBN 4-06213140-4、2005年12月発行、1680円）
- 『ハローキティBOX〈2〉限定キティパーティブック』（限定キティ保護者会編、講談社、ISBN 4-06213802-6、2006年12月発行、1680円）